# Bidens andicola
Bidens andicola es una especie herbácea de la familia de las asteráceas, cuyo nombre común, en la sierra peruana es kikoo misico.
El género Bidens, pertenece a la tribu Heliantheae. Crece entre una altitud de 3800 y 4500 m s.n.m. En el Perú se encontró esta planta en 15 departamentos.

## Taxonomía
Bidens andicola fue descrita por Carl Sigismund Kunth y la descripción publicada en el libro Nova Genera et Species Plantarum (folio ed.) 4: 186 en 1818.

## Importancia cultural y económica

### Uso en la medicina tradicional
Los pobladores de algunas comunidades del Perú, lo usan para tratar diversos problemas y enfermedades.
- Insolación
- Inflamación interna
- Fiebre
- Ardor de estómago
- Resfrío
- Colerina
- Diarrea en niños